# Zeitschrift für Angewandte Geologie
Die Zeitschrift für Angewandte Geologie (ZAG) ist eine begutachtete wissenschaftliche Zeitschrift, die  schwerpunktmäßig praxisbezogene Forschungsergebnisse und Fallbeispiele aus dem Gesamtgebiet der geologischen Wissenschaften in überwiegend deutscher, nach 2000 teils auch in englischer Sprache veröffentlichte. Schwerpunktthemen waren unter anderem Geologische Grundlagenforschung, Lagerstättenforschung, Erdöl- und Erdgasgeologie, Geochemie, Geophysik, Hydrogeologie, Ingenieurgeologie, Umwelt  sowie Ökonomie und Planung der geologischen Erkundung. Die gedruckte Zeitschrift wurde mit Erscheinen des letzten Heftes 2010 eingestellt. Anfangs im monatlichen Turnus erschienen, reduzierte sich der Erscheinungsrhythmus ab 1991 auf ein vierteljährliches, zuletzt gar nur ein halbjährliches Erscheinen. Alle Hefte seit 1992 können online über die Verlagsbuchhandlung bestellt werden.

## Geschichte
Die Zeitschrift für Angewandte Geologie (ZAG) wurde 1955 durch das Zentrale Geologische Institut (ZGI) in der DDR im Auftrag des Ministeriums für Geologie gegründet. Schnell entwickelte sich die Zeitschrift zu dem Publikationsmedium (Akademie-Verlag Berlin) für anwendungsorientierte, geologische Forschungsarbeiten in der DDR und den ost- und südosteuropäischen Nachbarstaaten. 1991 wechselt die Herausgabe vom ZGI zur Gesellschaft für Umwelt- und Wirtschaftsgeologie mbH. Von 1992 an wurde die Zeitschrift bis 2010 durch die Bundesanstalt für Geowissenschaften und Rohstoffe (BGR) und die Geologischen Landesämter im Rahmen des Geologischen Jahrbuchs weitergeführt. Insgesamt sind seit 1955 über 4800 Artikel in 51 Bänden, 449 Heften und 2 Sonderheften erschienen.

## Herausgeber
Begründer der Zeitschrift sind Stammberger und Erich Lange. Letzterer war auch erster Chefredakteur der Zeitschrift für Angewandte Geologie. Im Jahre 1961 übernahm Karl Schmidt, damaliger Direktor des ZGI, die Herausgabe und behielt sie bis 1977 inne. Für eine Phase von 5 Jahren übernahm zwischen 1978 und 1982 Hans Hetzer den Posten des Chefredakteurs. Dieser wurde 1983 durch Bernd Kölbel abgelöst, welcher bis 1991 die Herausgabe leitete. 1991 wechselt die Herausgabe vom ZGI zur Gesellschaft für Umwelt- und Wirtschaftsgeologie mbH Berlin, wobei Kölbel Chefredakteur blieb. Ab 1992 erfolgte im Zuge der Rechtsnachfolgeregelung die Herausgabe durch die Bundesanstalt für Geowissenschaften und Rohstoffe (BGR). Verantwortliche Redakteurin war bis 2010 Brigitte Kuhns. 

## Digitalisierung
Anfang 2011 wurde durch freiwillige Netznutzer das Inhaltsverzeichnis aller Jahrgänge zwischen 1955 und 2010 digitalisiert und als Datenbank frei zugänglich online bereitgestellt. 